# Уэбб, Вероника
Веро́ника Уэ́бб (англ. Veronica Webb; род. 23 февраля 1965, Детройт, Мичиган) — американская актриса
, фотомодель, журналистка и телеведущая.

## Биография
Родилась 23 февраля 1965 года в Детройте (штат Мичиган, США) в семье электрика Леонардо Дугласа Уэбба (ум. в 1993) и медсестры Мэрион Уэбб (Стюарт).
Младшая их троих дочерей в семье своих родителей, её сёстры онколог и математик.
В 1983 году Уэбб окончила Детройтскую Вольдорфскую школу и вскоре переехала в Нью-Йорк, где и начала свою карьеру.

## Карьера
Вероника начала свою карьеру в начале 1980-х годов в качестве модели и актрисы рекламы.
С 1991 года Уэбб снимается в кино.
Позже она также работала журналисткой и телеведущей.

## Личная жизнь
В 2002—2009 годах Вероника была замужем за археологом Джорджом Роббом. У бывших супругов есть две дочери — Лейла Роуз Робб (род. 2 февраля 2002) и Молли Блю Робб (род. 21 мая 2004).